# Mosillus opaculus
Mosillus opaculus är en tvåvingeart som först beskrevs av Thomson 1869.  Mosillus opaculus ingår i släktet Mosillus, ordningen tvåvingar, klassen egentliga insekter, fylumet leddjur och riket djur.
Artens utbredningsområde är Tonga. Inga underarter finns listade i Catalogue of Life.